# Адамс, Сэм (футболист, 1989)
Сэм Адамс (англ. Sam Adams; род. 2 октября 1989, Кумаси) — ганский футболист, полузащитник.

## Карьера
Во взрослом футболе дебютировал в 2016 году в клубе «Адуана Старз», где играл на протяжении следующих трёх сезонов. 15 октября 2017 года он забил решающий гол с пенальти в ворота клуба «Элмина Шаркс» на последних минутах финала чемпионата Ганы. В ноябре 2017 года он подписал новый двухлетний контракт, продлив свое пребывание в клубе до 2019 года.
8 апреля 2018 года, во время их отборочного этапа Кубка конфедерации КАФ 2018, Адамс забил два гола после реализации двух пенальти, что привело команду к победе над мадагаскарским «Фоса Джуниорс».
В декабре 2019 года Адамс перешёл в клуб «Асанте Котоко». В сезоне 2019/20 он сыграл всего в 3 матчах, прежде чем чемпионат был остановлен в результате пандемии COVID-19. В сентябре 2020 года его двухлетний контракт был расторгнут.
31 октября 2020 года Адамс вернулся в клуб «Адуана Старз». 25 апреля 2021 года он забил два гола в первые 18 минут матча против «Элмины Шаркс», что помогло команде остаться в чемпионате после крупного поражения от клуба «Бичем Юнайтед» неделей ранее.

## Достижения
«Адуана Старз»
- Чемпион Ганы: 2017[7]
- Обладатель Суперкубка Ганы: 2018[7]